# Partido Australiano de Katter
El Partido Australiano de Katter (KAP) es un partido político en Australia. Fue fundado por el diputado Bob Katter, con una solicitud de registro presentada ante la Comisión Electoral Australiana en 2011. 

## Resultados electorales

### Elecciones federales
|  | 1.04 % |

|  | 0.54 % |

|  | 0.49 % |

|  | 0.38 % |

### Elecciones en Queensland
|  | 11.53 % |

|  | 1.93 % |

|  | 2.32 % |

|  | 2.52 % |